# جين كاذب

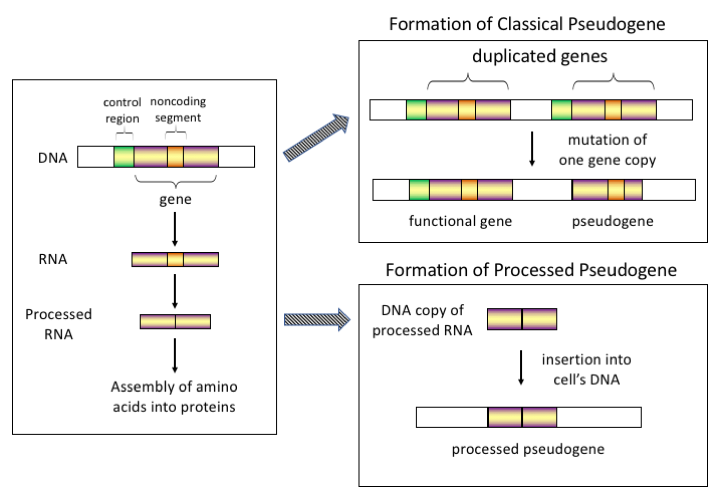

المورثات الكاذبة أو الجينات الكاذبة (بالإنجليزية: Pseudogenes)‏ هي أجزاء عديمة الوظيفة في المادة الوراثية تشبه المورثات فقدت قدرتها على الترميز للبروتين أو لم يعد يعبَّر عنها في الخلية. بالرغم من أن بعض المورثات الكاذبة تفتقر إلى الإنترونات أو المحفزات (وهذه المورثات الكاذبة تُنسخ من الرنا المراسل وتدمج في الصبغي وتسمى مورثات كاذبة معالَجة)، إلا أن أغلبها لها خصائص شبيهة بالمورثات (كالمحفزات، وجزر CpG، ومواقع التضفير)، ولكنها تظل تعتبر عديمة الوظيفة بسبب عجزها عن الترميز للبروتين والذي ينتج عن عدة معيقات وراثية (مثل رامزات الإيقاف المبتسرة، أو الإزاحة الترجمية، أو انعدام النسخ) أو عن عدم قدرتها لترميز الرنا (كما في المورثات الكاذبة في الرنا الريبوسومي). ولذلك جاء المصطلح -الذي سكّه جاك وآخرون في 1977- من كلمة مورثة (وهي الوحدة المركزية في علم الوراثة الجزيئي)، وكلمة كاذبة للإشارة إلى اختلافها عن المورثات الحقيقية.
عادة ما تسمى المورثات الكاذبة بسقط الدنا أو فضلات الدنا لأن المورثات الكاذبة تعتبر آخر مادة وراثية تحذف من الجينوم. تعرَّف المورثة الكاذبة بأنها جزء من سلسلة نيوكليوتيدية تشبه سلسلة بروتينية معروفة لكن يتخللها كودونات إيقاف أو إزاحات ترجمية. مع ذلك فإن المورثات الكاذبة تحمل تاريخًا أحيائيًا وتطوريًا مذهلًا داخل سلاسلها. يرجع ذلك إلى اشتراك سلف المورثة الكاذبة مع مورثة حقيقية بنفس الطريقة التي فكر بها دارون في احتمال أن يشترك نوعان من المتعضيات في سلف مشترك يتبعه ملايين السنين من التشعب التطوري (الانتواع)، فالمورثة الكاذبة والمورثة الفعالة المرافقة لها اشتركتا في سلف مشترك كذلك ثم تشعبتا حتى أصبحتا قطعتين وراثيتين مختلفتين عبر ملايين السنين.

## اقرأ أيضًا
- تطور الجينوم
- إنديل
- حذف (وراثة)
- منطقة مشفرة
- فضلة دنا